# Kvinnersta
Kvinnersta är en ort i Axbergs socken i Örebro kommun i Närke. småort. Orten ligger strax norr om Örebro, vid Riksväg 50 och begränsas av Mälarbanan i norr, Riksväg 50 i väster, Hovsta i söder (sydväst) och Mantorpskogen/Brunntorpskärrets naturreservat i öster. Fram till och med 2005 klassades orten som en småort.
Kvinnersta var under medeltiden säteri, känt sedan 1440-talet.
I Kvinnersta finns gymnasieskolan Kvinnerstaskolan.